# David Laperne
Pas d'image ? Cliquez ici

a Compétitions nationales et continentales officielles uniquement.

b Matchs officiels uniquement.
David Laperne, né le 13 septembre 1972 à Oloron-Sainte-Marie (Pyrénées-Atlantiques), est un joueur international français de rugby à XV évoluantau poste de pilier. Formé au FC Oloron, il remporte le Challenge européen en 2000 avec la Section paloise.
Il est le père de Paul Laperne, talonneur évoluant à l'US Dax.

## Biographie

### Jeunesse et formation
David Laperne commence sa carrière rugbystique dès son enfance, à l'âge de 8 ans, au sein du club de l'AS Asasp-Arros, situé en vallée d'Aspe, dans les Pyrénées-Atlantiques. Il rejoint ensuite le FC Oloron en junior, où il évolue jusqu'à ses 20 ans, remportant la Coupe Reichel.

### Révélation à Dax
En 1992, David Laperne signe avec l'US Dax, qui évolue alors en Groupe A. Il évolue d'abors avec les juniors, et remporte de nouveau la Coupe Reichel.
Laperne s'impoe peu à peu en équipe première aux côtés de Fabien Pelous, Olivier Magne, Richard Dourthe et Raphaël Ibañez.
David Laperne participe à deux demi-finales du championnat de France en 1994 et 1996, sans pour autant décrocher un titre. Il se forge une réputation au poste de pilier, ce qui lui vaut d'être recruté par le CA Brive à l'été 1997, aux côtés d'autres figures landaises comme Olivier Magne et Olivier Gouaillard, originaire lui aussi d'Oloron.

### Une saison à Brive
Le CA Brive, alors champion d'Europe en titre, compte sur Laperne pour renforcer son pack. Il participe notamment à la finale de la Coupe d'Europe 1998 face à Bath Rugby, où il entre en jeu à la 51e minute. Malgré une prestation solide, Brive s'incline de justesse 19-18, échouant dans sa quête du doublé.

### Retour en Béarn
En 1998, Laperne retourne dans son Béarn natal en rejoignant la Section paloise en compagnie de Laurent Arbo. C'est avec la Section qu'il connaît ses plus grands succès, notamment la victoire en Challenge européen en 2000. Il évolue au sein de la Section paloise pendant 8 saisons de rang, jusqu'en 2006, mettant à profit son expérience pour encadrer l'éclosion de jeunes joueurs tels que Imanol Harinordoquy, Damien Traille, Lionel Beauxis ou Fabien Cibray.
A la fin de son aventure paloise, Laperne rejoint le Tarbes PR en 2006-2007, avant de signer pour une dernière aventure au FC Oloron où il termine sa carrière de joueur en 2014.

### Carrière internationale
David Laperne obtient une seule cape en équipe de France de rugby à XV, lors d'un test match contre l'équipe de Roumanie le 1er juin 1997.
David Laperne a également évolué avec les Barbarians. Le 27 décembre 1995 , il a participé à un match contre les Leicester Tigers au Welford Road Stadium. Les Barbarians l'ont emporté 51-25. Laperne a joué au poste de pilier lors de ce match, sa seule apparition sous le maillot des Barbarians.

### Après-carrière
Après sa carrière de joueur, David Laperne s'investit dans le coaching. Il devient entraîneur des avants du FC Oloron en binôme avec Jean-Paul Trille, jusqu'en 2015. En 2018, il rejoint également l'AS Pont-Long en tant qu'entraîneur, aux côtés de Bertrand Saux jusqu'en 2022.
Parallèlement à ses activités rugbystiques, il mène une carrière dans la fonction publique en tant que policier municipal à Oloron-Sainte-Marie.

## Statistiques en équipe nationale
David Laperne compte une seule cape en équipe de France et n'a pas marqué de points.
| Année | Compétition | Matchs | Points | Essais |
| ----- | ----------- | ------ | ------ | ------ |
| 1997  | Test matchs | 1      | -      | -      |
| Total | Total       | 1      | 0      | 0      |

## Palmarès
Avec la Section paloise : 
- Bouclier européen :
  - Vainqueur (1) : 2000